# Domenico Saverio Pulci
Pour les articles homonymes, voir Pulci.
Domenico Saverio Pulci-Doria (né le 13 octobre 1699 à Naples et mort le 17 octobre 1777  à Ariano Irpino) est un prélat italien, évêque d'Ariano.

## Biographie
Ordonné prêtre en 1723, Domenico Saverio Pulci est évêque d'Ariano de 1754 à 1777.